# 坂合部三田麻呂
坂合部 三田麻呂（さかいべ の みたまろ）は、飛鳥時代の貴族。姓は宿禰。官位は従五位下・山背守。

## 経歴
文武朝末の慶雲2年（707年）正六位下から二階昇進して従五位下に叙爵する。
慶雲3年（706年）三河守、和銅元年（708年）山背守と元明朝で地方官を務めた。

## 官歴
『続日本紀』による。
- 時期不詳：正六位下
- 慶雲2年（705年） 12月27日：従五位下
- 慶雲3年（706年） 9月3日：三河守
- 和銅元年（708年） 3月13日：山背守